# Radioactive (альбом Yelawolf)
Radioactive — дебютный студийный альбом американского рэпера Yelawolf, выпущенный 21 ноября 2011 года на лейблах Shady Records и Interscope Records. Дебютировал на 27-строчке чарта Billboard 200 с 41,000 проданными копиями в первую неделю.

## Об альбоме
Журнал и онлайн-веб-сайт The Source незадолго до выпуска альбома поставил ему оценку 4.5 из 5 баллов, прокомментировав работу, как одну из самых лучших альбомов этого года. В своём интервью, Yelawolf рассказал, что все треки с альбома были записаны в студии в Лас-Вегасе. Последний трек с альбома рассказывает о личной жизни рэпера и о очень эмоциональном письме, адресованном его отсутствующему биологическому отцу и переговорам о других прошлых ударах. Трек был назван «The Last Song». Первоначальная дата выпуска альбома была назначена на 27 сентября 2011 года, позже релиз был перенесён на 25 октября 2011 года, а в октябре Interscope Records объявил, что «Radioactive» будет выпущен 21 ноября 2011 года.

## Синглы
3 августа Yelawolf рассказал, что первый сингл с альбома, «Hard White (Up in the Club)», будет выпущен 8 августа 2011 года. Сингл был записан совместно с рэпером Lil Jon и спродюсирован Хайдроксом. Видео к песне было снято в Атланте, штат Джорджия. 20 сентября 2011 года, видео было представлено на канале VEVO. Ремикс к песне был представлен 2 ноября 2011 и записан совместно с рэпером T.I. и коллегами по лейблу, группой Slaughterhouse. 28 октября 2011 года, Yelawolf представил свой второй сингл, Let's Roll, записанный совместно с Кид Роком и спродюсированный The Audibles и Mr. Pyro.

## Оценки критиков
Альбом получил положительные оценки от критиков. Metacritic выставил альбому 66 из 100 баллов, сложив оценки, полученные после 15 отзывов, которые являются «очень положительными оценками».

## Список композиций
| №   | Название                                          | Автор(ы)                      | Producer(s)                          | Длительность |
| --- | ------------------------------------------------- | ----------------------------- | ------------------------------------ | ------------ |
| 1.  | «Radioactive Introduction»                        |                               | WillPower                            | 2:57         |
| 2.  | «Get Away» (featuring Shawty Fatt and Mystikal)   | Jerrico Horton, Darius Barnes | Phonix Beats                         | 3:23         |
| 3.  | «Let’s Roll» (featuring Kid Rock)                 |                               | The Audibles, Mr. Pyro, Eminem (co.) | 3:54         |
| 4.  | «Hard White (Up in the Club)» (featuring Lil Jon) |                               | Tha Hydrox                           | 3:23         |
| 5.  | «Growin' Up in the Gutter» (featuring Rittz)      |                               | WillPower                            | 3:40         |
| 6.  | «Throw It Up» (featuring Eminem and Gangsta Boo)  |                               | WillPower, Eminem (add.)             | 4:54         |
| 7.  | «Good Girl» (featuring Poo Bear)                  |                               | The Audibles, Poo Bear (co.)         | 4:24         |
| 8.  | «Made in the U.S.A» (featuring Priscilla Renea)   |                               | Emanuel Kiriakou, Blaqsmurph (co.)   | 3:28         |
| 9.  | «Animal» (featuring Fefe Dobson)                  |                               | Diplo, Borgore                       | 3:42         |
| 10. | «The Hardest Love Song in the World»              |                               | WillPower                            | 2:59         |
| 11. | «Write Your Name» (featuring Mona Moua)           |                               | J.U.S.T.I.C.E. League                | 3:44         |
| 12. | «Everything I Love the Most»                      |                               | WillPower, Eminem (add.)             | 4:05         |
| 13. | «Radio»                                           |                               | Jim Jonsin                           | 5:32         |
| 14. | «Slumerican Shitizen» (featuring Killer Mike)     |                               | WillPower                            | 3:36         |
| 15. | «The Last Song»                                   |                               | WillPower                            | 3:41         |

| №   | Название        | Producer(s)                                       | Длительность |
| --- | --------------- | ------------------------------------------------- | ------------ |
| 16. | «Whip It»       | The Audibles                                      | 4:04         |
| 17. | «I See You»     | WillPower, The Audibles (co.), Sasha Sirota (co.) | 3:54         |
| 18. | «In this World» | WillPower, Eminem (co.)                           | 4:03         |

## Позиции в чартах
| Чарт (2011)                         | Высшая позиция |
| ----------------------------------- | -------------- |
| Swiss Music Charts                  | 91             |
| US Billboard 200                    | 27             |
| US Billboard Top R&B/Hip-Hop Albums | 6              |
| US Billboard Top Rap Albums         | 4              |
| UK R&B Album Charts                 | 20             |